# Jean Meslier

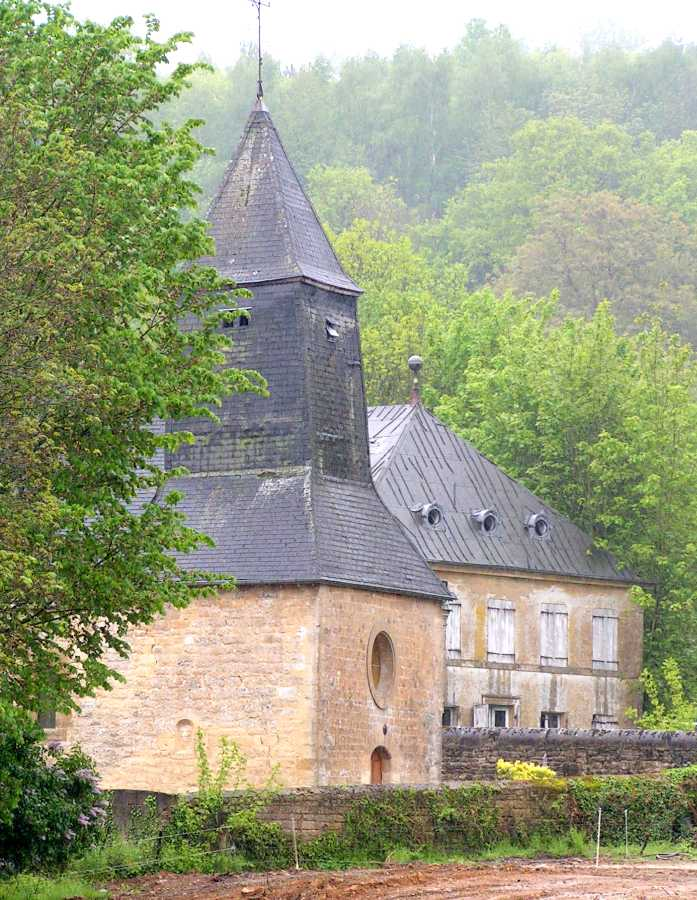
Kościół parafialny w Etrépigny

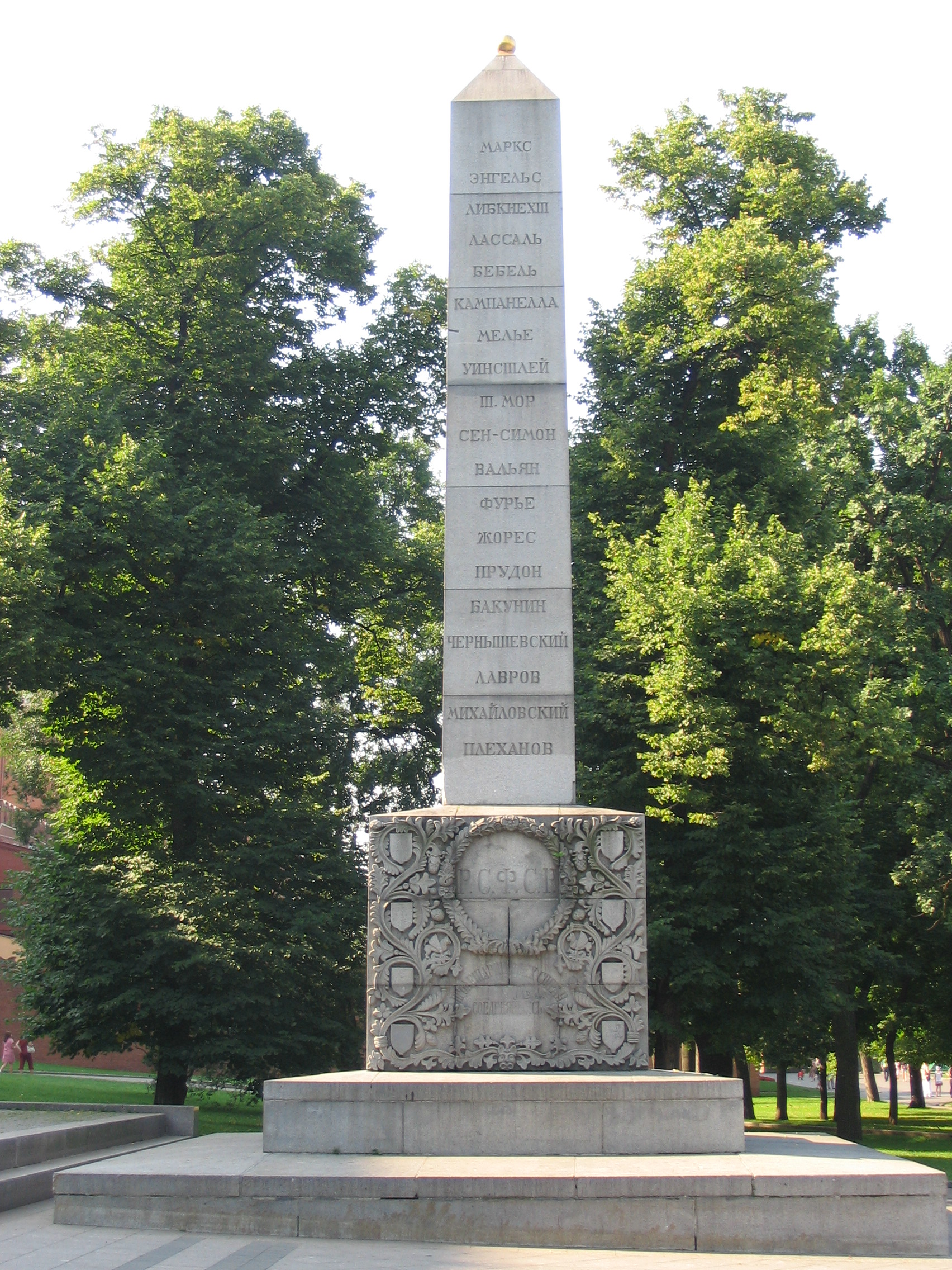
Obelisk, na którym nazwisko Jeana Meslier jest wymienione, jako jedno z wielu w Ogrodzie Aleksandrowskim w Moskwie.

Jean Meslier (ur. 15 czerwca 1664 w Mazerny, zm. 17 czerwca 1729 w Etrépigny) – francuski ksiądz katolicki, filozof, przedstawiciel materializmu i ateizmu; głosił, że wszyscy ludzie rodzą się równi i każdy ma prawo do życia, wolności i udziału w owocach ziemi, co było nadzwyczajne w jego czasach; jest autorem 1200-stronicowego  traktatu filozoficznego pt. Testament odnalezionego po jego śmierci, w którym promuje radykalny ateizm oraz krytykuje religię, w tym zarówno teizm, jak i deizm.
Jego krytyka chrześcijaństwa jest jedną z najbardziej wszechstronnych i szczegółowych . Przeanalizował i odrzucał m.in.: historyczność cudów, sensowność dogmatów takich jak o Trójcy Świętej, wcieleniu i transsubstancjacji; autentyczność Biblii, autorytet tradycji, trafność biblijnych proroctw, świadectwa męczeństwa oraz kwestionował moralność wiecznych nagród i kar, a także zdrowie psychiczne Jezusa. Ateizm nie tylko postrzegał jako filozoficznie uzasadniony, ale ponadto widział w nim drogę do ograniczenia wyzysku ludności .
Na myśl Mesliera wpływ wywarli m.in. Michel de Montaigne, Baruch Spinoza oraz epikurejsko-kartezjańska wizja świata bez sił nadprzyrodzonych .
Krytykowanym aspektem jego Testamentu jest poboczne potraktowanie kwestii psychologicznych i kulturowych składających się na fenomen religii .

## Życiorys
Urodził się 15 czerwca 1664 w Mazerny-en-Champagne. Do seminarium duchownego uczęszczał w Châlons-sur-Marne, studiując teologię i filozofię, szczególnie zgłębiając wiedzę nad filozofią Kartezjusza. Seminarium ukończył w 1688, a cztery lata później został proboszczem wiejskich parafii But we francuskiej Szampanii, a następnie Etrépigny w Ardenach. Prowadził samotne, ascetyczne życie, poświęcając się lekturze, a zarazem sumiennie wypełniając swe obowiązki w parafii. Dodatkowo bronił chłopów przed wyzyskiem, uznając ich za najwartościowszą warstwę społeczną.
Zwracając się do chłopów, pisał:

(…) Utrzymujecie nie tylko waszych królów i książąt, ale oprócz tego cała szlachtę, całe duchowieństwo, wszystkich mnichów, wszystkich darmozjadów i ludzi nieużytecznych, jacy tylko istnieją na ziemi.

Mimo że nie wierzył w Boga, do końca życia pozostał kapłanem. Wiedział, iż ujawnienie światopoglądu skończyłoby się dla niego bardzo poważnymi konsekwencjami, dlatego też napisany przezeń Testament ukazał się dopiero po jego śmierci. Jan Meslier zmarł 17 czerwca 1729 w wieku 65 lat; był jedynym księdzem, który umierając, oskarżył się o to, że wyznawał i głosił religię chrześcijańską.
Umierając, wszystko, co miał, rozdał parafianom. Natomiast trzy manuskrypty spisane jego ręką, a zatytułowane Mój testament ofiarował prokuratorowi Leroux i parafianom.
W 1793 Konwent Narodowy Francji uchwalił wniosek skierowany do Komitetu Oświecenia Publicznego z propozycją wzniesienia pomnika proboszczowi Janowi Meslierowi, „pierwszemu księdzu, który miał odwagę i siłę przekonania, aby wyrzec się błędów religijnych”.

## Testament
Rękopis Testamentu, będący dziełem życia Jana Mesliera, znaleziono dopiero po jego śmierci. Sporządzono z oryginału kilka odpisów, które krążyły w XVIII w. po Francji. Pierwsze wydanie dzieła, a właściwie wyciąg sporządzony z Testamentu przez Woltera, miało miejsce w 1762 i zostało natychmiast skazane na spalenie przez parlament paryski.
Wydanie polskie Testamentu w tłumaczeniu Zbigniewa Bieńkowskiego ukazało się w 1955 w serii „Biblioteka Klasyków Filozofii” .
Dzieło Mesliera wielokrotnie było skazywane na spalenie, a różne trybunały ponawiały tę karę. Zachwyceni natomiast Testamentem byli francuscy filozofowie na czele z Wolterem, który często wspominał o nim w swej bogatej korespondencji, nie szczędząc zachwytów pod jego adresem (np. „Jan Meslier musi nawrócić ludzkość. Dlaczego ewangelia jego trafiła do rąk tak niewielu?”).
O Meslierze pozytywnie wypowiadali się m.in. Paul d’Holbach, Jean-Jacques Rousseau i Denis Diderot.
Paul d’Holbach w 1772 opublikował fragmenty Testamentu pod nazwą fr. Le bon sens du curé Meslier, a w 1789 wyciąg z Testamentu opublikował Sylvain Maréchal pod nazwą fr. Le Cathéchisme du curé Meslier .

## Światopogląd
Meslier uważał, że przyrodą kierują prawidłowości i związki przyczynowo-skutkowe, dlatego przypadek nie może istnieć. Zgodnie z tym twierdzeniem, poznanie natury człowieka może doprowadzić do odkrycia zasad życia społecznego. Całkowicie odrzucał w tej kwestii „pomoc” bożego objawienia czy teologii – do poznania prawdy potrzebny jest rozum i racjonalne działanie. Nawoływał więc do walki z religią, która wspiera despotyczne rządy, zezwala na nadużycia, nierówności i ucisk ludności. Zdawał sobie sprawę, że jego poglądy nie zostaną zaakceptowane przez arystokrację i kler, całkowicie sprzeciwiał się absolutnej władzy jednostki – toteż proponowane przez niego reformy miały zostać dokonane przez uciśniony lud w formie zbrojnej rewolucji. Jej celem było wypędzenie księży i obalenie władzy tyranów.
Meslier stworzył wizję idealnej gminy pod rządami „najmądrzejszych”. Istotą tej społeczności była całkowita równość i wspólna własność dóbr i ziemi. Komunizm, jaki proponował, miał zlikwidować warstwy pasożytnicze i doprowadzić do powszechnego dobrobytu. W swoich pismach zawarł skrajną krytykę chrześcijaństwa ze szczególnym uwzględnieniem katolicyzmu. Sformułował większość znanych obecnie zarzutów przeciw tej religii.
Jego poglądy wywarły znaczący wpływ na późniejsze ateizujące nurty myślowe: materializm, komunizm i anarchizm.